# Тера (окръг Пафос)
Вижте пояснителната страница за други значения на Тера.
Тѐра (на гръцки: Τέρρα) е село в Кипър, окръг Пафос. Според статистическата служба на Република Кипър през 2001 г. селото има 19 жители.
Намира се на 1 км северно от Криту Тера. До 1974 г. селото е населено предимно с кипърски турци.